# ケント外国人学校
ケント外国人学校（KKFS）は、大韓民国ソウル特別市にある外国人学校。

## 概要
1993年設立。大韓民国教育科学技術部の認可を受けており幼稚園から高等学校の外国人が学ぶ。
主な出身者にはBoAや少女時代のティファニー、ジェシカらがいる。